# سلطنت بلژیک
سلطنت بلژیک (به لاتین: Monarchy of Belgium) یک پادشاهی مشروطه در بلژیک است.پادشاه به عنوان پادشاه یا ملکه بلژیک‌ها (به هلندی: Koning(in) der Belgen، فرانسوی: Roi / Reine des Belges، آلمانی: König(in) der Belgier) خوانده می‌شود و به عنوان رئیس دولت این کشور فعالیت می‌کند. از زمان استقلال بلژیک در سال ۱۸۳۰، هفت پادشاه سلطنت کرده‌اند. فیلیپ، پادشاه فعلی، در ۲۱ ژوئیه ۲۰۱۳ پس از کناره‌گیری پدرش بر تخت سلطنت نشست.

## ریشه‌ها
هنگامی که بلژیک‌ها در سال ۱۸۳۰ مستقل شدند، کنگره ملی یک سلطنت مشروطه را به عنوان شکل حکومت انتخاب کرد. کنگره در ۲۲ نوامبر ۱۸۳۰به این موضوع رأی داد و با۱۷۴ رأی موافق و ۱۳ رأی مخالف از سلطنت حمایت کرد. در فوریه ۱۸۳۱، کنگره در ابتدا لوئیز، دوک نمور، پسر لوئی فیلیپ، پادشاه فرانسه را نامزد کرد، اما ملاحظات بین‌المللی لوئی فیلیپ را از قبول این سمت برای پسرش منصرف کرد.
به دنبال این امتناع، کنگره ملی در ۲۵ فوریه ۱۸۳۱، اراسموس-لوئیس، بارون سورلت د چوکیر را به عنوان نایب السلطنه بلژیک منصوب کرد. لئوپولد ساکس، کوبورگ و گوتا توسط کنگره ملی به عنوان پادشاه بلژیک منصوب شد و با او بر اساس قانون اساسی بلژیک در مقابل کلیسای سنت جیمز در کاخ کودنبرگ در بروکسل در ۲۱ ژوئیه پیمان بسته شد. از آن زمان این روز به یک تعطیلات ملی برای بلژیک و شهروندان آن تبدیل شده‌است.

## توارث
به عنوان یک نظام سلطنتی مشروطه مبتنی بر توارث، نقش و عملکرد سلطنت بلژیک توسط قانون اساسی تعیین می‌شود. دفتر سلطنتی پادشاه تنها برای یکی از نوادگان اولین پادشاه بلژیک، لئوپولد اول تعیین شده‌است.
از آنجایی که او به قانون اساسی (بیش از همه ملاحظات ایدئولوژیک و مذهبی، عقاید و بحث‌های سیاسی و منافع اقتصادی) ملزم است، پادشاه قرار است به عنوان داور و نگهبان وحدت و استقلال ملی بلژیک عمل کند. پادشاهان بلژیک در یک مراسم صرفاً مدنی سوگند بر این معنی یاد می‌کنند. پادشاهی بلژیک هرگز یک سلطنت مطلقه نبوده‌است. با این وجود، در سال ۱۹۶۱، رامون آرانگو، مورخ، نوشت که سلطنت بلژیک "واقعاً مشروطه" نیست.

## پادشاهان
| تصویر                 | نام                                | زادروز - مرگ                  | شاه از          | شاه تا         |               |
| --------------------- | ---------------------------------- | ----------------------------- | --------------- | -------------- | ------------- |
|                       | اراسموس-لوئیس، بارون سورلت د چوکیر | ۲۷ نوامبر ۱۷۶۹–۷ اوت ۱۸۳۹     | ۲۵ فوریه ۱۸۳۱   | ۲۱ ژوئیه ۱۸۳۱  |               |
|                       | لئوپولد یکم                        | ۱۶ دسامبر ۱۷۹۰–۱۰ دسامبر ۱۸۶۵ | ۲۱ ژوئیه ۱۸۳۱   | ۱۰ دسامبر ۱۸۶۵ |               |
| پسر لئوپولد یکم       | لئوپولد دوم                        | ۹ آوریل ۱۸۳۵–۱۷ دسامبر ۱۹۰۹   | ۱۷ دسامبر ۱۸۶۵  | ۱۷ دسامبر ۱۹۰۹ |               |
| خواهرزادهٔ لئوپولد دوم | آلبرت یکم                          | ۸ آوریل ۱۸۷۵–۱۷ فوریه ۱۹۳۴    | ۲۳ دسامبر ۱۹۰۹  | ۱۷ فوریه ۱۹۳۴  |               |
| پسر آلبرت یکم         | لئوپولد سوم                        | ۳ نوامبر ۱۹۰۱–۲۵ سپتامبر ۱۹۸۳ | ۲۳ فوریه ۱۹۳۴   | ۱۶ ژوئیه ۱۹۵۱  |               |
|                       | شارل                               | ۱۰ اکتبر ۱۹۰۳–۱ ژوئن ۱۹۸۳     | ۲۰ سپتامبر ۱۹۴۴ | ۲۰ ژوئیه ۱۹۵۰  |               |
| پسر لئوپولد سوم       | بودوئن                             | ۷ سپتامبر ۱۹۳۰–۳۱ ژوئیه ۱۹۹۳  | ۱۷ ژوئیه ۱۹۵۱   | ۳۱ ژوئیه ۱۹۹۳  | ۳۱ ژوئیه ۱۹۹۳ |
| برادر بودوان          | آلبرت دوم                          | ۶ ژوئن ۱۹۳۴ -                 | ۹ اوت ۱۹۹۳      | ۲۱ ژوئیه ۲۰۱۳  |               |
|                       | فیلیپ                              | ۱۵ آوریل ۱۹۶۰ -               | ۲۱ ژوئیه ۲۰۱۳   |                |               |

## عنوان
عنوان مناسب پادشاه بلژیک، سلطان (مونارش یا حاکم) بلژیک است تا پادشاه بلژیک. این عنوان، نشان دهنده یک پادشاهی مردمی است که به مردم بلژیک (یعنی یک رئیس ارثی دولت؛ در عین حال تأیید شده توسط مردم) مرتبط است. ترجمه لاتین پادشاه بلژیک Rex Belgii بود که از سال ۱۸۱۵ نام پادشاه هلند بود؛ بنابراین جدایی‌طلبانی که بلژیک را تأسیس کردند عنوان رکس بلگاروم را انتخاب کردند.
بلژیک تنها پادشاهی اروپایی موجود است که در آن وارث تاج و تخت بلافاصله پس از مرگ یا کناره‌گیری سلف خود به سلطنت نمی‌رسد. طبق ماده ۹۱ قانون اساسی بلژیک، وارث تنها با ادای سوگند قانون اساسی در جلسه مشترک دو مجلس پارلمان به سلطنت می‌رسد. جلسه مشترک باید ظرف ده روز پس از مرگ یا کناره‌گیری پادشاه قبلی برگزار شود. پادشاه جدید بلژیک ملزم به ادای سوگند قانون اساسی بلژیک با این عنوان است : «سوگند یاد می‌کنم که قانون اساسی و قوانین مردم بلژیک را رعایت کنم، استقلال ملی و تمامیت قلمرو را حفظ کنم» که به سه زبان رسمی گفته می‌شود: فرانسوی، هلندی و آلمانی. اعضای خانواده سلطنتی بلژیک اغلب با دو نام شناخته می‌شوند: هلندی و فرانسوی. به عنوان مثال، پادشاه کنونی در فرانسوی «Philippe» و در هلندی «Filip» نامیده می‌شود. پنجمین پادشاه بلژیک «بادوئن» در فرانسوی و «بودوین» در هلندی بود. برخلاف لقب شاه فیلیپ به عنوان پادشاه بلژیک‌ها، پرنسس الیزابت را "شاهزاده‌خانم بلژیک" می‌نامند زیرا عنوان "شاهزاده بلژیک‌ها وجود ندارد. او همچنین دوشس برابانت است. در زبان رسمی دیگر آلمانی، پادشاهان معمولاً با نام فرانسوی خود شناخته می‌شوند. همین امر در مورد انگلیسی نیز صادق است. به دلیل جنگ جهانی اول و احساسات شدید ضد آلمانی ناشی از آن، نام خانوادگی پادشاه در سال ۱۹۲۰ از ساکس-کوبرگ و گوتا به van België، de Belgique یا von Belgien ("بلژیک") بسته به اینکه کدام یک از سه زبان رسمی کشور (هلندی، فرانسوی و آلمانی) مورد اسفاده است، تغییر یافت، این نام خانوادگی است که در شناسنامه‌ها و در تمام اسناد رسمی توسط خانواده سلطنتی بلژیک (مانند مجوز ازدواج) استفاده می‌شود. علاوه بر این تغییر نام، سایر کوبرگرها از خانواده چند شاخه‌ای دودمان زاکسن-کوبورگ و گوتا نیز نام خود را تغییر داده‌اند، مانند جرج پنجم پادشاه بریتانیا، که نام خانوادگی ویندزور را بر اساس محل سکونت خانواده سلطنتی بریتانیا یعنی قلعه وینزر برگزید.

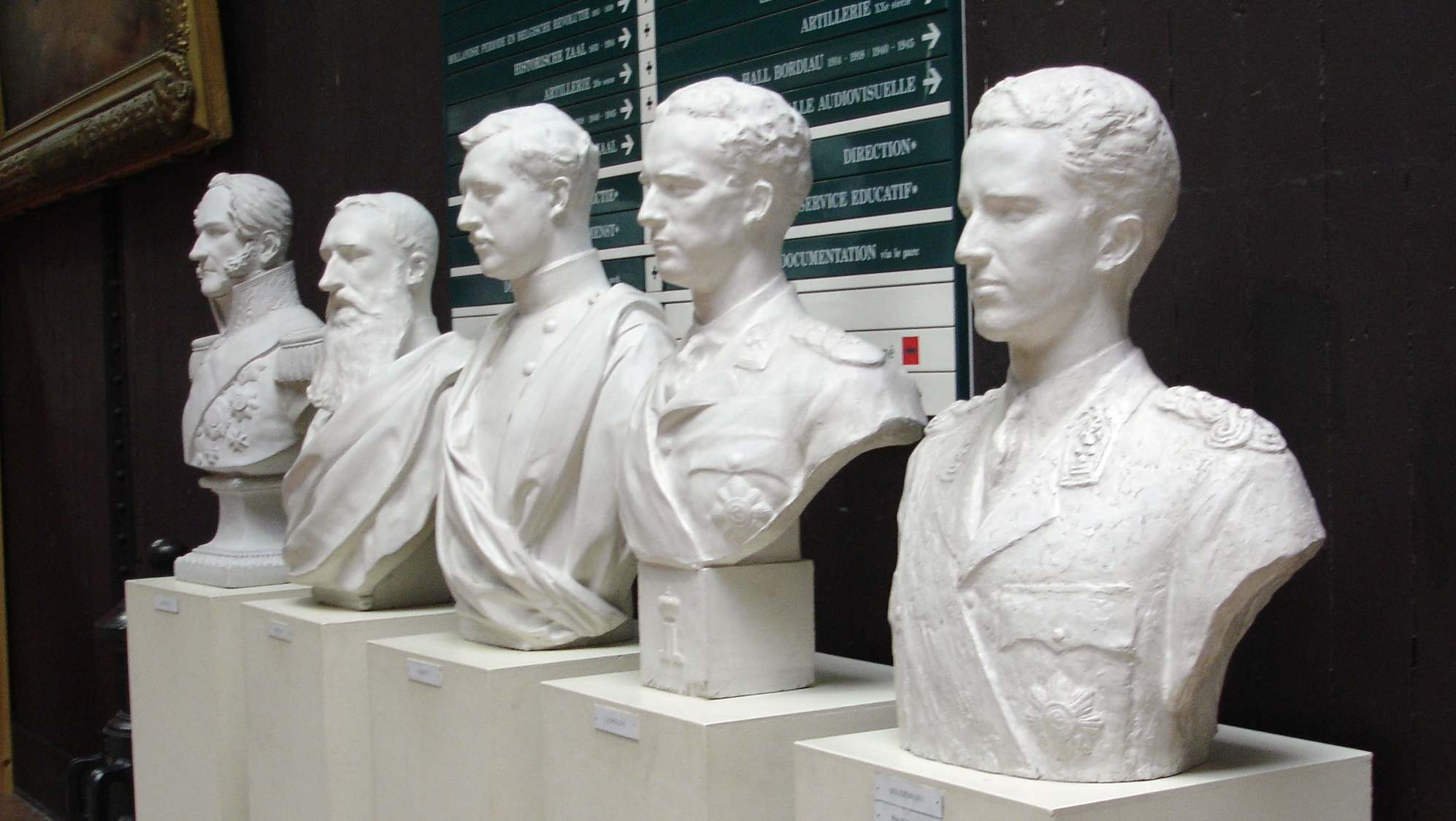
نیم تنه پنج پادشاه اول بلژیک

## حمایت مردمی
سلطنت بلژیک از درجه حمایت کمتری نسبت به سایر پادشاهی‌های اروپایی برخوردار است و اغلب مورد سؤال قرار می‌گیرد. حمایت مردمی از سلطنت از لحاظ تاریخی در فلاندر بیشتر و در والونیا کمتر بوده‌است. حزب عموماً طرفدار سلطنت کاتولیک و بعداً حزب سوسیال مسیحی در فلاندر تسلط داشتند، به عنوان مثال، رفراندوم ۱۹۵۰ باعث شد که فلاندر به شدت به بازگشت پادشاه لئوپولد سوم رأی مثبت دهد، در حالی که والونیا عمدتاً مخالف بود. با این حال، در دهه‌های اخیر این نقش‌ها معکوس شده‌است، زیرا دینداری در فلاندر کاهش یافته‌است و پادشاه به عنوان محافظت از کشور در برابر جدایی طلبی (فلاندری) و تجزیه کشور دیده می‌شود.

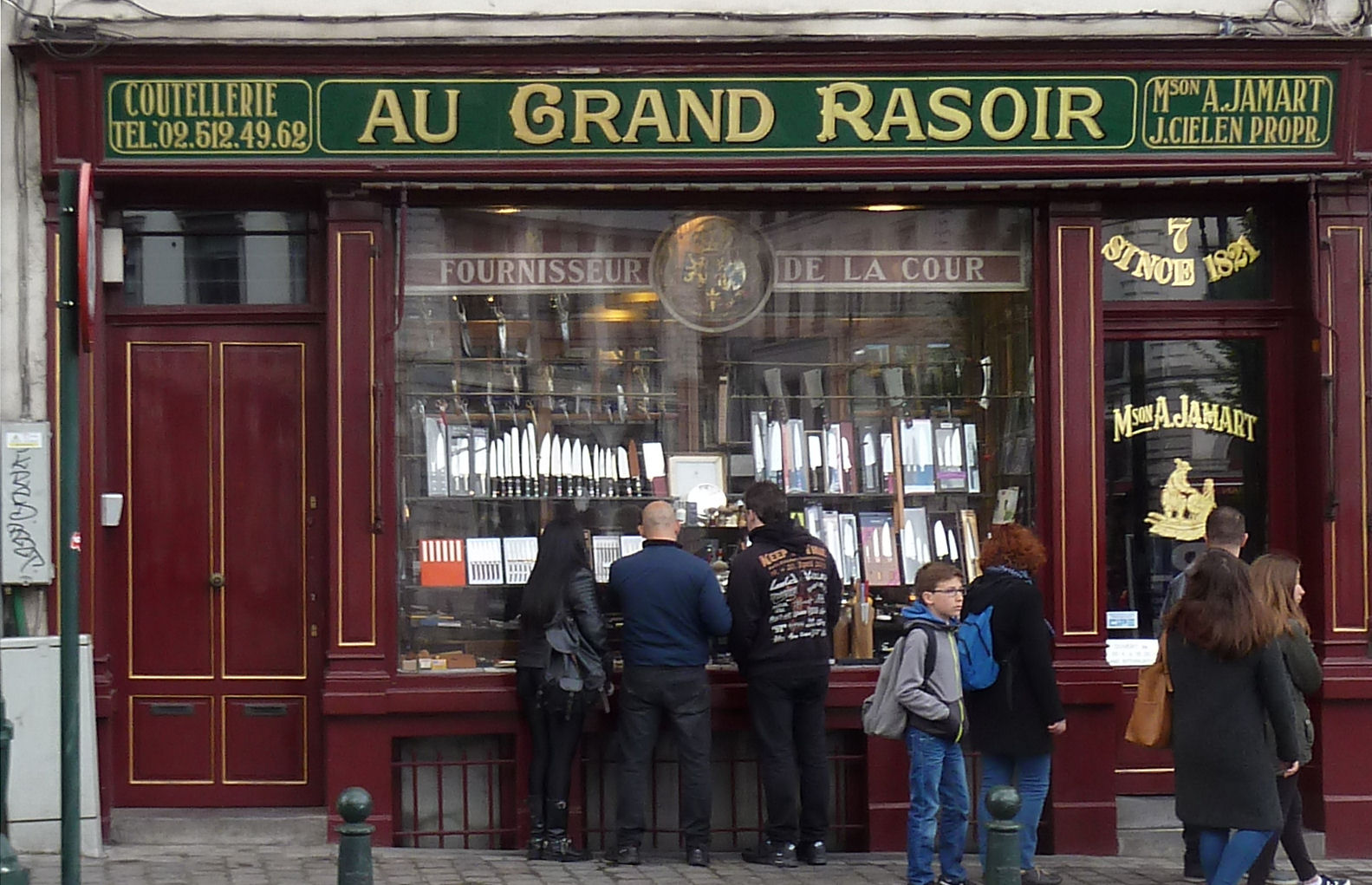
دارنده ضمانت نامه سلطنتی با تاج سلطنتی.

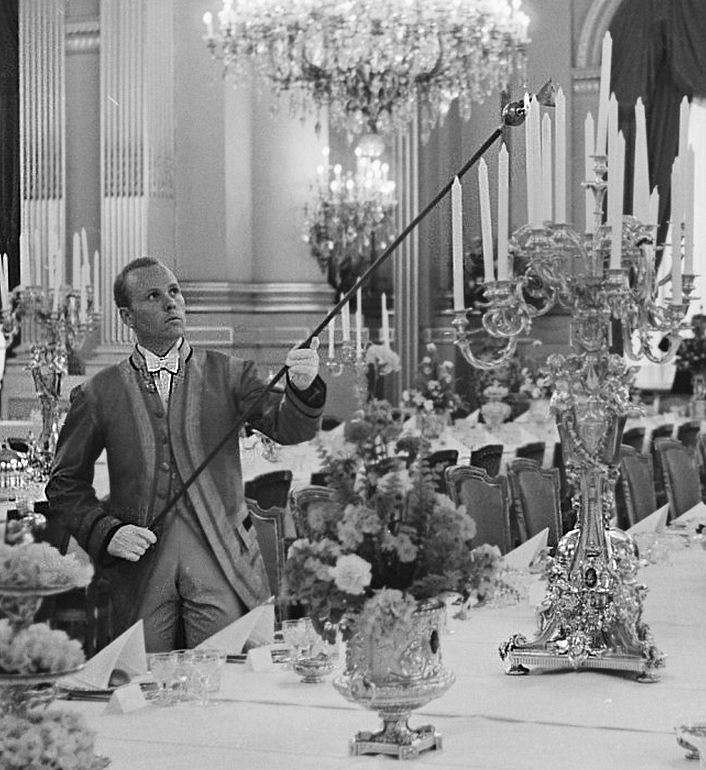
کاخ سلطنتی برای مناسبت‌های دولتی در دربار استفاده می‌شود.

## جایگاه
سلطنت بلژیک با نمایندگی کشور در فعالیت‌های عمومی و جلسات بین‌المللی نماد و حفظ احساس وحدت ملی است. علاوه بر این، پادشاه مسئولیت‌هایی در روند گزینش نخست‌وزیر دارد. ماده ۳۷ قانون اساسی بلژیک «قدرت اجرایی فدرال» را به پادشاه واگذار کرده‌است. طبق بخش سوم، این اختیار شامل انتصاب و عزل وزرا، اجرای قوانین مصوب پارلمان فدرال، ارسال لوایح به پارلمان فدرال و مدیریت روابط بین‌الملل است. پادشاه همه قوانین مصوب مجلس را ابلاغ می‌کند. طبق ماده ۱۰۶ قانون اساسی بلژیک، پادشاه موظف است از طریق وزرا از اختیارات خود استفاده کند. اعمال او بدون امضای متقابل وزیر مسؤول که با انجام آن مسئولیت سیاسی عمل مورد نظر را بر عهده می‌گیرد، معتبر نیست. این بدان معناست که قدرت اجرایی فدرال در عمل توسط دولت فدرال اعمال می‌شود که مطابق ماده ۱۰۱ قانون اساسی در برابر مجلس نمایندگان پاسخگو است.
پادشاه حداقل هفته ای یک بار نخست‌وزیر را در کاخ بروکسل ملاقات می‌کند. و همچنین به‌طور منظم سایر اعضای دولت را برای گفتگو در مورد مسائل سیاسی به کاخ فرا می‌خواند. در طول این جلسات، پادشاه حق دارد از سیاست‌های پیشنهادی دولتی مطلع شود، حق مشاوره و هشدار در مورد هر موضوعی را که پادشاه صلاح می‌داند، دارد. پادشاه همچنین با رهبران تمام احزاب سیاسی اصلی و اعضای عادی پارلمان دیدار می‌کند. همه این جلسات توسط کابینه سیاسی شخصی پادشاه که بخشی از خاندان سلطنتی است سازماندهی می‌شود.
پادشاه فرمانده کل نیروهای مسلح بلژیک است. بلژیکی‌ها ممکن است در صورت مواجه شدن با مشکلاتی در زمینه قدرت اداری، به پادشاه نامه بنویسند. پادشاه همچنین یکی از سه جزء قوه مقننه فدرال، مطابق با قانون اساسی بلژیک، همراه با دو مجلس نمایندگان و سنا است. تمام قوانین تصویب شده توسط پارلمان فدرال باید توسط پادشاه امضا و ابلاغ شود. پیش از این، فرزندان پادشاه در سن۱۸سالگی حق داشتن یک کرسی در سنا (سناتور سمت راست) را داشتند. این حق در سال ۲۰۱۴ به عنوان بخشی از اصلاحات دولتی ششم بلژیک لغو شد.
در اصل ۸۸ قانون اساسی بلژیک آمده‌است: «شخص پادشاه مصون از تعرض است و وزیران او مسئول هستند». این بدان معنی است که پادشاه را نمی‌توان تحت تعقیب قرار داد، دستگیر کرد، یا به دلیل جنایت محکوم کرد، نمی‌توان او را برای حضور در دادگاه مدنی احضار کرد و در برابر پارلمان فدرال پاسخگو نیست. با این حال، این مصونیت با ماده ۲۷اساسنامه دادگاه کیفری بین‌المللی رم که بیان می‌کند که صلاحیت رسمی نباید شخص را از مسئولیت کیفری بر اساس این اساسنامه معاف کند، ناسازگار تلقی می‌شود. دربار هنوز برخی از سنت‌های قدیمی را حفظ می‌کند، معروف‌ترین آن این است که پادشاه بلژیک پدرخوانده هفتمین پسر و ملکه مادرخوانده دختر هفتم می‌شود. سپس نام حاکم را به کودک می‌دهند و از کاخ هدیه ای دریافت می‌کند. سنت‌های مشابهی به تزار روسیه و رئیس‌جمهور آرژانتین منتسب است.